# Улица Маршала Воробьёва
Улица Маршала Воробьёва — улица в Северо-Западном административном округе города Москвы на территории района Строгино. Отходит от улицы Твардовского.

## История
Улица была образована из двух проектируемых проездов № 120 и № 6017.
Улица получила своё наименование 26 июня 2013 года по инициативе Межрегиональной общественной организации «Ветераны боевых действий инженерных войск» в честь Первого маршала инженерных войск Михаила Петровича Воробьёва, советского военачальника, маршала инженерных войск. Во время битвы за Москву он был одним из руководителей строительства оборонительных рубежей и создания системы противотанковых заграждений на ближних подступах к столице.

## Расположение
Улица Маршала Воробьёва начинается от перекрёстка, связываемого с улицами Таллинской, Кулакова и Твардовского, улица проходит до заворота на Твардовского.

## Транспорт

### Автобус
- 310 (Станция метро «Щукинская» — ТЦ «Метро»),
- 626 (Станция метро «Молодёжная» — Станция метро «Строгино»),
- 640 (Станция метро «Тушинская» — Станция метро «Щукинская»),
- 652 (Трамвайное депо — 3-й микрорайон Строгино) — только по будням с 7:00 до 9:00,
- 654 (Улица Маршала Прошлякова — 3-й микрорайон Строгина),
- 782 (2-я Лыковская улица — Таллинская улица).

### Метро
- Станция метро «Строгино» Арбатско-Покровской линии — на Строгинском бульваре.

### Остановки наземного городского пассажирского транспорта
- «Улица Маршала Воробьёва» — автобус № 626, 654, 782.
- «Трамвайное депо» — автобус № 310, 626, 640, 652, 654, 782.